# ماریسول مدینه
ماریسول مدینه (انگلیسی: Marisol Medina؛ زادهٔ ۱۱ مهٔ ۱۹۸۰) بازیکن فوتبال اهل آرژانتین است.
وی همچنین در تیم ملی فوتبال زنان آرژانتین بازی کرده‌است.